# Иванаускас, Вальдас Вацлавич
Ва́льдас Ва́цлавич Ивана́ускас (лит. Valdas Ivanauskas, также Вальдас-Аугустинас Иванаускас; род. 31 июля 1966, Каунас) — советский и литовский футболист, полузащитник, нападающий. Мастер спорта СССР международного класса (1987).

## Биография
Начинал играть в турнире «Кожаный мяч».
В 1983 приглашен в дубль команды «Жальгирис», а в 1984 дебютировал за команду. Одновременно с этим играл за юношескую сборную СССР. Вскоре его, как и ещё 8 игроков юношеской сборной, заставили перейти в ЦСКА, где он выступал на протяжении двух сезонов. В октябре 1986 вернулся в «Жальгирис», где его талант нападающего получил дальнейшее развитие. В 1987 вместе с клубом выиграл летнюю Универсиаду и взял бронзовые медали чемпионата СССР.
В 1988 Иванаускас был вызван в олимпийскую сборную СССР Анатолием Бышовцем. В апреле-мае он провёл 3 игры за команду — против сборных Турции (вышел с 46-й минуты), Болгарии (вышел в основе, заменен на 77-й минуте) и Швейцарии (вышел в основе, заменен на 46-й минуте). Иванаускас рассчитывал, что попадет и на финальный турнир, однако в последний момент Бышовец вывел его из состава за дисциплинарный проступок.
Осенью 1988 дебютировал уже в составе первой сборной — вышел в стартовом составе на первый матч отборочного турнира к чемпионату мира 1990 против сборной Австрии. Игрок провёл на поле весь первый тайм, активно подключался к атакам команды. Тем не менее в перерыве при счете 0:0 он был заменен. Без него команда забила во втором тайме два мяча и выиграла поединок 2:0. В ноябре 1988 участвовал в составе сборной в 3-х играх во время турне по Кувейту и Сирии.
В 1989 был включен в список 33 лучших футболистов страны под № 3.
Весной 1990 года вместе с Арминасом Нарбековасом принял участие в тренировках сборной СССР в итальянском Чокко, где Лобановский готовил команду к чемпионату мира 1990 года и рассчитывал на литовских футболистов. Однако после выхода литовских команд в начале 1990 года из участников союзного первенства эти планы рухнули. В скором времени была созвана сборная Литвы, которая 27 мая 1990 года провела товарищеский матч против сборной Грузии. Встреча закончилась вничью 2:2, а Иванаускас сыграл весь матч. Всего в составе сборной Литвы он провёл 26 матчей, забил 8 мячей.
Сезон 1990 года Иванаускас отыграл в новообразованной Балтийской лиге, где «Жальгирис» был намного сильнее всех остальных команд. Летом того же года «Жальгирис» для поддержания практики провёл турне в Германии, где игрой Иванаускаса и его партнёра по команде Арминаса Нарбековаса заинтересовался тренер «Аустрии» Херберт Прохазка. Иванаускас, как и Нарбековас, даже провёл 2 тренировочные игры за «Аустрию», обе из которых завершились вничью 1:1, а Иванаускас был единственным автором голов «Аустрии». Тем не менее перейти в новую команду они не могли — трансферы всё ещё оставались в Москве. Игроки в итоге приняли приглашение московского «Локомотива», куда и перешли летом 1990 года. Литовцы помогли клубу выйти в высшую лигу, а Иванаускас 9 октября 1990 ещё и сыграл за сборную СССР в 1 неофициальном матче — против сборной Израиля, в котором советская команда уверенно победила 3:0.
С согласия главного тренера железнодорожников Юрия Сёмина в ноябре 1990 Иванаускас и Нарбековас отправились в Вену. Вскоре они при посредничестве экс-игрока «Даугавы» и действующего игрока «Аустрии» Евгения Милевского заключили контракт с «Аустрией». Сумма трансфера не раскрывалась, но, по заверению Нарбековаса, получали они с Иванаускасом крайне мало для игроков-легионеров.
10 ноября 1990 дебютировал в новой команде в гостевой игре против «Штурма» в 19 туре чемпионата Австрии. Однако в этой игре помочь команде, хотя и провёл на поле все 90 минут, не сумел — «Аустрия» уступила со счётом 0:1, Иванаускас отметился жёлтой карточкой. Впервые забил мяч за «Аустрию» в официальной игре только в последней игре 1-го круга и в 4-й для себя, когда «Аустрия» в гостях переиграла «Виенну» 6:2. Весенняя часть чемпионата была для него более удачной — забил 3 мяча в 10 играх. Однако завершил чемпионат досрочно — в 34 туре в игре против «Штурма» (0:2) был удалён с поля (2-е предупреждение).
В сезоне 1991/92 Иванаускас — основной игрок команды. Провёл в чемпионате 32 игры, забил 9 мячей, играл в Кубке чемпионов. В домашнем матче 15 тура против «Рапида» впервые сделал хет-трик за «Аустрию» и обеспечил команде победу со счётом 5:1. В завершении сезона помог команде завоевать Кубок Австрии, забив единственный мяч в финале против «Адмиры-Ваккер».
Сезон 1992/93 стал лучшим для Иванаускаса в «Аустрии» — провёл в чемпионате 32 игры, забил 15 мячей.
Вместе с Иванаускасом «Аустрия» трижды стала чемпионом Австрии, выигрывала Кубок Австрии.
В 1993 году Отто Рехагель приехал просмотреть Андреаса Херцога (тогда «Рапид») на матч «Аустрия» — «Рапид». После игры Отто похвалил литовца и по возвращении в Германию посоветовал его тренеру «Гамбурга» Бенно Мёльману. После двух просмотров его купили за 1,7 млн марок. В первом же туре против «Нюрнберга» он забил два гола (всего 5 за сезон) и отдал голевую передачу (2 за сезон). За сезон получил 5 жёлтых, 1 красную карточку. Иванаускаса признали одним из лучших в команде, однако клуб стал только 12-м.
В следующем сезоне 1994/95 он забил 2 гола при 1 передаче и получил на 2 карточки больше (жёлто-красная). Клуб стал уже 13-м.
Во 2-й половине сезона 1995/96 получил травму и пропустил 12 игр. Но за сезон успел забить 3 гола в 17 играх, отдать 4 передачи и получить 3 жёлтые карточки. Клуб пробился в Кубок УЕФА, заняв 5-е место.
В сезоне 1996/97 на его счёту 20 игр, 3 гола, при 3 передачах и 5 жёлтых. Клуб вернулся на привычное 13-е место. По окончании сезона рассчитывал остаться в Германии, продолжив в выступления в «Вольфсбурге». Однако в новой команде провёл только 3 тренировки, после чего, по желанию семьи, оставил клуб. К началу сезона 1997/98 вернулся в Австрию, но не в «Аустрию», которая ждала его к себе, а в «Казино» из Зальцбурга, который в сезоне 1997/98 играл в Кубке УЕФА. В новом клубе он провёл сезоны 1997/98 и 1998/99 (10 игр, 1 гол).
14 октября 1998 года в игре против Боснии и Герцеговины Иванаускас оформил хет-трик, а Литва победила 4:2.
В январе 1999 перешёл в клуб 2-й австрийской лиги «Санкт-Пёльтен», подписав контракт с ним на полтора года. Однако уже в июле 1999 перешёл в клуб 3-й германской лиги «Вильхемсхафен».
В новой команде, одновременно с игровой практикой, успешно прошёл тренерские курсы и получил лицензию А, которая дала возможность принять команду третьей лиги Германии. Поэтому уже с сезона 2000/01 стал тренером молодёжного состава «Вильхемсхафена», а потом в той же лиге стал вторым, играющим тренером «Клоппенбурга». Одновременно с этим поменял и своё игровое амплуа на поле — переквалифицировался в свободного защитника.
В начале 2002 года, при содействии Литовской федерации футбола, поступил в высшую школу тренеров в Кёльне, проходил стажировку в московском «Локомотиве». В ноябре 2002 окончил школу и получил лицензию категории А, которая давала право работать на самом высоком уровне.
В феврале 2003 года назначен помощником главного тренера сборной Литвы Альгимантаса Любинскаса. Продолжая работать в сборной, согласился занять с августа 2003 года занять пост главного тренера клуба «Ветра» (Вильнюс). С 1 сентября 2004 — главный тренер «Каунаса». Под его руководством клуб в очередной раз стал чемпионом страны, а также взял Кубок Литвы.
В сезоне 2005/06 работал помощником главного тренера клуба «Харт оф Мидлотиан». В марте 2006 назначен исполняющим обязанности главного тренера до конца сезона 2005/06 после увольнения Грэма Рикса, помог команде завоевать Кубок Шотландии и стать вице-чемпионом страны. С июня 2006 избавился от приставки и. о., получив в помощники в качестве спортивного директора Эдуарда Малофеева. В октябре 2006 уволен с этого поста «из-за проблем со здоровьем». Однако в ноябре 2006 вернулся к руководству клубом. В феврале 2007 был уволен после разгромного домашнего поражения от «Данди Юнайтед» 0:4, хотя по сути игровыми действиями команды последние три недели не руководил, занимаясь «футбольным бизнесом клуба „Хартс“».
В сентябре 2007 пришёл на пост главного тренера клуба «Карл Цейсс», сменив Франка Нойбарта. При нём команда так и не поднялась выше 17-го места во 2-й бундеслиге и в конце декабря 2007 года он был отправлен в отставку.
В июле 2008 стал главным тренером литовского клуба 2-й лиги «Банга» Гаргждай, подписав контракт до конца сезона. По итогам сезона 2008 команда вышла в высшую лигу, а Иванаускас продолжил работу в команде.
С ноября 2008 — временно исполняющий обязанности главного тренера сборной Литвы (до 18), при нём команда провела товарищеский матч со сборной Германии. В феврале 2009 возглавил молодёжную сборную Литвы (до 21), которая должна была принять участие в отборочной группе чемпионата Европы-2011 вместе со сборными Англии, Португалии, Греции и Македонии. При нём команда провела только 1 официальный матч, в котором дома проиграла сборной Греции 0:1. В июле 2009 заключил годичный контракт с клубом «Стандард» (Сумгаит) и через неделю покинул тренерский штаб литовской «молодёжки». Однако в клубе проработал только до 21 октября 2009, когда был уволен со своего поста из-за низких результатов — в 7 матчах команда не одержала ни одной победы и набрала всего 2 очка. По версии Иванаускаса, причиной отставки стали нерешение внутренних вопросов в команде и излишние амбиции президента клуба. После этого некоторое время был без тренерской работы.
В августе 2010 возглавил литовский клуб «Шяуляй». С мая 2012 года — главный тренер вильнюсского клуба РЕО.
С 28 января 2013 года и до конца сезона — главный тренер грузинской «Дилы».
В июне 2013 года возглавил российский клуб «СКА-Энергия», сменив Георгия Дараселию. По итогам сезона 2013/14 команда заняла 7 место. В июне 2017 стал главным тренером клуба ФНЛ «Луч-Энергия», однако уже в июле, не проведя ни одного официального матча, покинул клуб. Официальных причин ухода не последовало, сам Иванаускас заявлял, что руководство клуба не выполнило обещания, оформленные при подписании контракта.
16 августа 2017 вошёл в состав спортивной дирекции белорусского клуба «Динамо-Брест».

## Достижения
- Чемпион Австрии 1991, 1992, 1993
- Бронзовый призёр чемпионата СССР 1987
- Обладатель Кубка Австрии 1992 и 1993
- Чемпион Универсиады 1987
- Чемпион VIII Спартакиады народов СССР 1983
- Серебряный призёр юношеского чемпионата Европы 1984
- Лучший футболист Литвы 1990, 1991, 1993, 1994
- В списках «33-х лучших» футболистов СССР 1 раз: 1989 г. — № 3.

## Статистика выступлений
| Клуб               | Сезон            | Чемпионат | Чемпионат | Кубок | Кубок | Еврокубки | Еврокубки | Прочие | Прочие | Всего | Всего |
| Клуб               | Сезон            | Матчи     | Голы      | Матчи | Голы  | Матчи     | Голы      | Матчи  | Голы   | Матчи | Голы  |
| ------------------ | ---------------- | --------- | --------- | ----- | ----- | --------- | --------- | ------ | ------ | ----- | ----- |
| Жальгирис          | 1983             | 0         | 0         | -     | -     | -         | -         | -      | -      | 0     | 0     |
| Жальгирис          | 1984             | 12        | 1         | -     | -     | -         | -         | -      | -      | 12    | 1     |
| СК ФШМ Москва      | 1985             | 2         | 1         | -     | -     | -         | -         | -      | -      | 2     | 1     |
| ЦСКА (Москва)      | 1985             | 22        | 2         | 2     | 0     | -         | -         | -      | -      | 24    | 2     |
| ЦСКА (Москва)      | 1986             | 10        | 0         | 1     | 0     | -         | -         | -      | -      | 11    | 0     |
| Жальгирис          | 1986             | 4         | 0         | -     | -     | -         | -         | -      | -      | 4     | 0     |
| Жальгирис          | 1987             | 25        | 7         | 4     | 2     | -         | -         | 1      | 1      | 28    | 10    |
| Жальгирис          | 1988             | 28        | 7         | 2     | 0     | 2         | 0         | 1      | 0      | 33    | 7     |
| Жальгирис          | 1989             | 26        | 5         | 2     | 2     | 4         | 1         | -      | -      | 32    | 8     |
| Жальгирис          | 1990             | 1         | 0         | -     | -     | -         | -         | -      | -      | 1     | 0     |
| Жальгирис          | 1990             | 12        | 14        | 2?    | 7?    | -         | -         | -      | -      | 14?   | 21?   |
| Локомотив (Москва) | 1990             | 16        | 7         | -     | -     | -         | -         | -      | -      | 16    | 7     |
| Аустрия (Вена)     | 1990-91          | 14        | 4         | -     | -     | -         | -         | -      | -      | 14    | 4     |
| Аустрия (Вена)     | 1991-92          | 32        | 9         | 4     | 3     | 2         | 0         | 1      | 1      | 39    | 13    |
| Аустрия (Вена)     | 1992-93          | 32        | 15        | 3     | 0     | 3         | 1         | 1      | 0      | 39    | 16    |
| Гамбург            | 1993-94          | 27        | 5         | 3     | 4     | -         | -         | -      | -      | 30    | 9     |
| Гамбург            | 1994-95          | 27        | 2         | 2     | 0     | -         | -         | -      | -      | 29    | 2     |
| Гамбург            | 1995-96          | 17        | 3         | 1     | 0     | -         | -         | -      | -      | 18    | 3     |
| Гамбург            | 1996-97          | 20        | 3         | 3     | 0     | 3         | 0         | -      | -      | 26    | 3     |
| Гамбург            | 1997-98          | 0         | 0         | -     | -     | 1         | 0         | -      | -      | 1     | 0     |
| Казино             | 1997-98          | 26        | 6         | 3     | 0     | 4         | 1         | -      | -      | 33    | 7     |
| Казино             | 1998-99          | 9         | 1         | 1     | 0     | 5         | 1         | -      | -      | 15    | 2     |
| Санкт-Пёльтен      | 1998-99          | 10        | 3         | -     | -     | -         | -         | -      | -      | 10    | 3     |
| Вильхемсхафен      | 1999-00          | 23        | 8         | -     | -     | -         | -         | -      | -      | 23    | 8     |
| Вильхемсхафен      | 2000-01          | 27        | 8         | -     | -     | -         | -         | -      | -      | 27    | 8     |
| Клоппенбург        | 2001-02          | 23        | 3         | -     | -     | -         | -         | -      | -      | 23    | 3     |
| Всего за карьеру   | Всего за карьеру | 404+1     | 114       | 33?   | 18?   | 24        | 4         | 4      | 2      | 465?  | 138?  |

- Прочие — Кубок Федерации Футбола СССР, Суперкубок Австрии

## Семья
Жена Лайма, дочери Лина и Патриция. Семья живёт в Германии, дочь Патриция работает в модельном бизнесе